# Хоссейн Аскарі
Хоссейн Аскарі (перс. حسین عسگری , народився 23 березня 1975 року у Хомейні) — іранський професійний велогонщик, який професійно змагався у 2005—2016 роках. У 2013 році Аскарі дав позитивний результат на метилгексанамін під час туру Сінгкарака, тому його дискваліфікували на один рік.

## Основні результати
1999
- тур Саудівської Аравії 6 місце

2000
- тур Азербайджану (Іран) 9 місце

2001
- тур Саудівської Аравії 3 місце

2002
- тур Азербайджану (Іран) 1 місце
- Азійські ігри. Командна гонка переслідування. 2 місце.
- тур Саудівської Аравії 8 місце

2003
- тур Азербайджану (Іран) 5 місце

2004
- тур Мілад-дю-Нур 1 місце
- Чемпіонат Азії з велоспорту 2004. Гонка на час. 2 місце
- Чемпіонат Азії з велоспорту 2004. Індивідуальна гонка переслідування. 2 місце
- Президентський велосипедний тур Туреччини. 2 місце
- Тур Хоккайдо 9 місце

2005
- тур Кермана 1 місце
- тур Індонезії 1 місце
- Чемпіонат Азії з велоспорту 2005. Гонка на час. 2 місце
- Чемпіонат Азії з велоспорту 2005. Індивідуальна шосейна гонка. 6 місце
- Чемпіонат Азії з велоспорту 2005. Індивідуальна гонка переслідування. 2 місце
- тур Азербайджану (Іран) 7 місце
- тур Східної Яви 8 місце
- тур Тайваню 8 місце

2006
- Азійський тур UCI 2005-2006 2 місце
- Азійські ігри. 
  - Командна гонка на час. 2 місце.
  - Шосейна гонка. 7 місце.
- Національний чемпіонат Ірану з велоперегонів на час 2 місце
- Тур Таїланду 2 місце
- Тур Кермана 2 місце
- Президентський велосипедний тур Туреччини. 2 місце
- Тур Східної Яви 2 місце
- Тур озера Цінхай 2 місце
- Чемпіонат Азії з велоспорту 2006. Індивідуальна шосейна гонка. 4 місце
- Тур Азербайджану (Іран) 6 місце

2007
- Національний чемпіонат Ірану з велоперегонів на час 1 місце
- Азійський тур UCI 2006-2007 1 місце
- Тур Азербайджану (Іран) 1 місце
- Тур Кермана 1 місце
- Чемпіонат Азії з велоспорту 2007. Індивідуальна шосейна гонка. 2 місце
- Чемпіонат Азії з велоспорту 2007. Гонка на час. 2 місце
- Джеладжах Малайзія 2 місце
- Тур Східної Яви 3 місце
- Тур Мілад-дю-Нур 3 місце
- Тур Сіаму 6 місце
- Тур Хоккайдо 6 місце
- Тур Лангкаві 10 місце